# Jun Takeuchi
Pour les articles homonymes, voir Takeuchi.
Jun Takeuchi (竹内 潤氏) est un directeur et producteur japonais de jeux vidéo qui travaille pour la société Capcom à partir de 1991.
Il a été producteur pour Onimusha 3 et Lost Planet. Il a été choisi pour être le producteur en chef de Resident Evil 5. Dans le passé, Jun Takeuchi a aussi travaillé sur d'autres jeux de Capcom : Street Fighter II pour la SNES ainsi que Resident Evil (sur Sega Saturn, PC et PlayStation ) et Resident Evil 2 pour le PC, et la PlayStation.
Depuis février 2009, il est en pourparlers pour développer Resident Evil 6. Il assure que le prochain épisode représentera une totale refonte de la marque qui devrait aller plus loin que Resident Evil 4, sorti sur la console de jeux GameCube en 2005.
En mai 2010, Jun Takeuchi laisse entendre que s'il re-développe un jeu de la série Resident Evil, ce ne sera que dans huit ans (aux alentours de 2018) et qu'il sera en totale rupture avec ce qui a été fait jusqu'à maintenant.